# 加藤登紀子
加藤 登紀子（かとう ときこ、本名：藤本 登紀子、1943年〈昭和18年〉12月27日 - ）は、日本初の女性シンガーソングライター、作詞家、作曲家、女優。日本訳詩家協会6代目会長。「おときさん」の愛称で親しまれている。
「百万本のバラ」（1987年 のヒット曲）の日本語歌詞作詞を行ったことや、「難破船」（自身の歌唱後、中森明菜がカバーした）の作詞作曲などでも知られる。『ほろ酔いコンサート』を50年以上に渡って開いている（2023年現在）。
城西国際大学観光学部で客員教授をした後、星槎大学共生科学科客員教授（2025年1月現在）。日本訳詩家協会会長に就任（2021年5月〜）。夫は学生運動活動家の藤本敏夫。次女は歌手のYae。

## 略歴

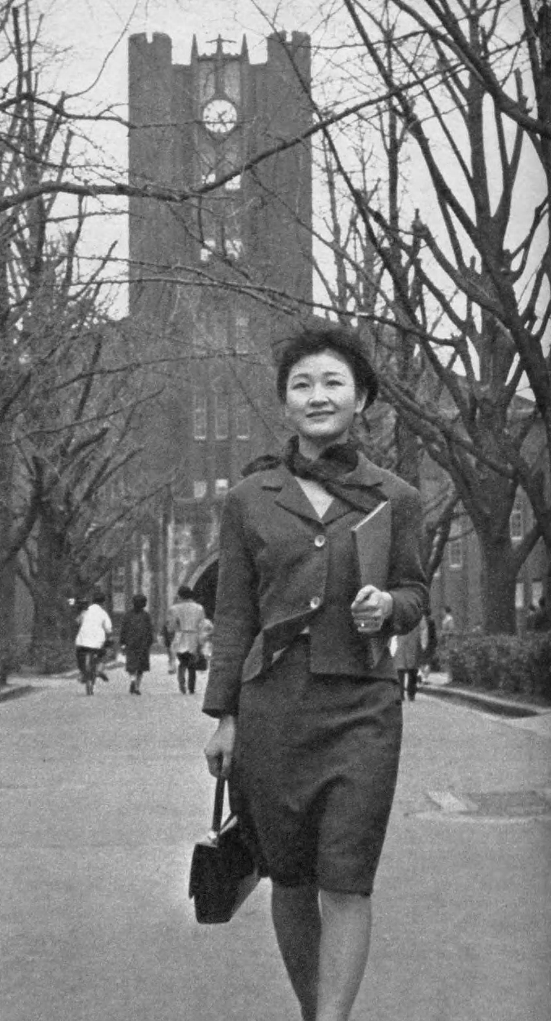
東京大学安田講堂の前で（1966年）

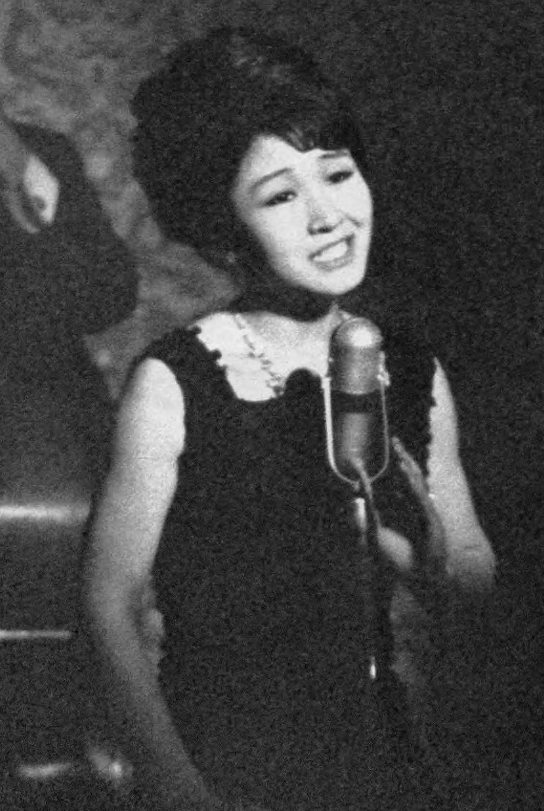
ホテルのステージ（1966年）

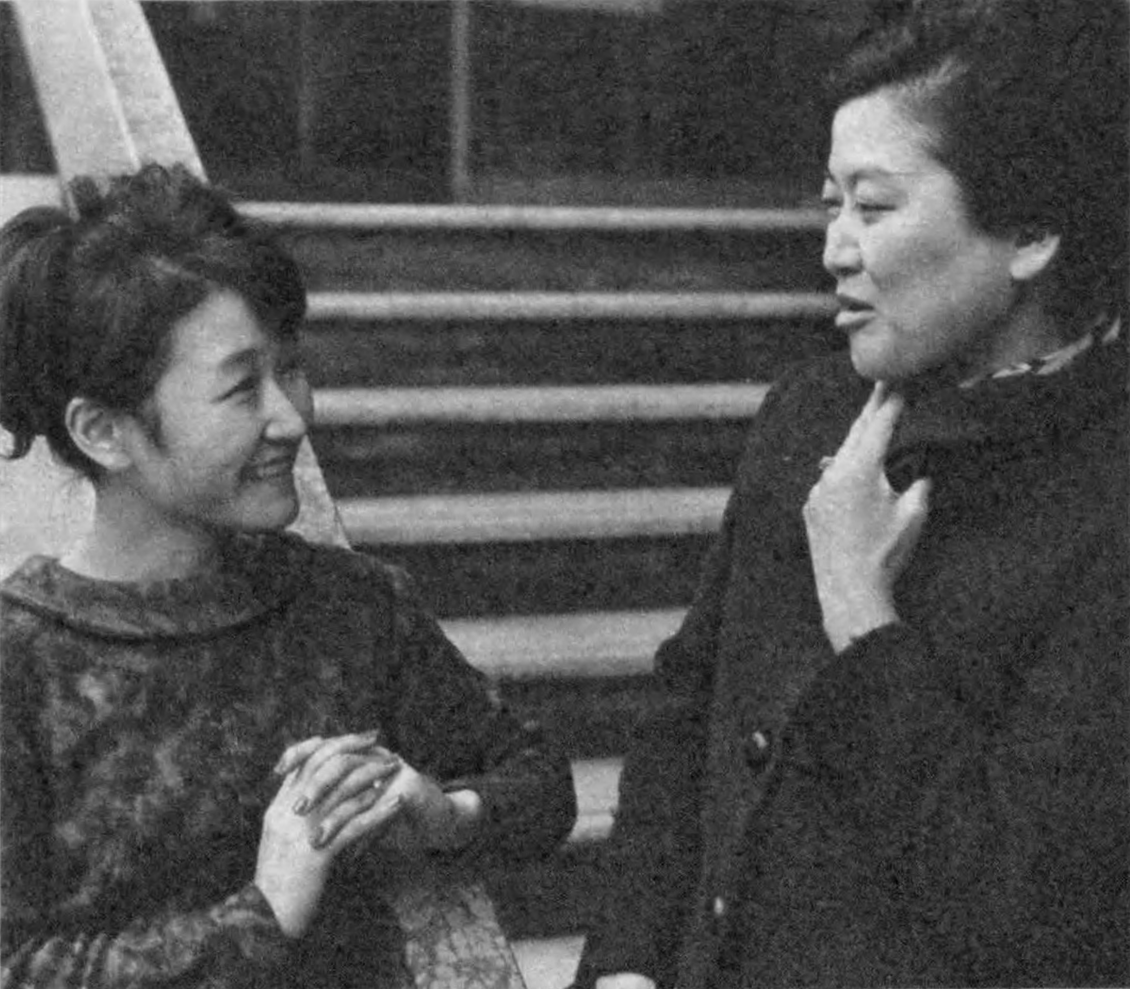
加藤と石井好子（1966年）

満洲国ハルビン市生まれ、京都育ち（中学1年の夏まで）。実父の加藤幸四郎 (1910-1992) は旧制京都二中、ハルピン学院を経て関東軍特務機関や南満洲鉄道（ロシア人係）に勤務した人物で、敗戦後に母の加藤淑子の実家がある京都に引き揚げ、小中に進学。中1の夏に父がレコード会社に務めていた関係で東京都世田谷区へ転居。高校時代に永六輔の知己を得る。世田谷区立桜木中学校卒業。
1962年3月、東京都立駒場高等学校卒業。同年4月、東京大学文学部に入学。
1965年、同大学在学中に第2回「日本アマチュアシャンソンコンクール」でフレンチ・ポップスの「ジョナタン・エ・マリ」を歌唱して優勝。
1966年、「誰も誰も知らない」でレコード・デビュー。2枚目のシングル「赤い風船」で、第8回日本レコード大賞新人賞受賞。
1968年3月、東京大学文学部西洋史学科卒業。
1969年、「ひとり寝の子守唄」で第11回日本レコード大賞歌唱賞受賞。
1971年、「知床旅情」で、2度目の第13回日本レコード大賞歌唱賞受賞。同年末の第22回NHK紅白歌合戦へ初出場を果たす。
1972年5月6日、全学連の活動家の藤本敏夫と獄中結婚し、芸能界に一大センセーションを巻き起こした。出産のため、一時音楽を離れる。長女を出産。1973年、産休後、音楽界に復帰。
1975年、所有する伊東市の別荘にて革マル派と革労協が内ゲバ。1人死亡、9人重軽傷。
1975年、次女Yaeを出産。
1976年、2年前のアルバム「この世に生まれてきたら」に参加した告井延隆が本格的にライブに参加。以降告井およびセンチメンタル・シティ・ロマンスは加藤の音楽には欠かせない存在として現在までサポートを続けている。
1978年、中島みゆきより提供された「この空を飛べたら」がロング・ヒットを記録。
1980年、三女を出産。
1980年代には中国でコンサートを行い、残留日本人孤児と共に中国語で「知床旅情」を歌い、泣いたことがある。
1981年、千葉県に農業体験などを提供する鴨川自然王国を夫の藤本と共に設立。
1983年の映画『居酒屋兆治』で高倉健の妻役、1986年のテレビドラマ『深夜にようこそ』では千葉真一の妻役で共演した。
1987年「百万本のバラ」大ヒット。中森明菜には「難破船」、石原裕次郎には「わが人生に悔いなし」といった提供曲も、好セールスを記録。
1988年・1990年、ニューヨークのカーネギー・ホール（大ホール）でコンサート敢行。
1989年「百万本のバラ」で「第40回NHK紅白歌合戦・第2部」に18年ぶり2回目の出場。翌1990年末、2度目の「知床旅情」で「第41回NHK紅白歌合戦・第2部」に2年連続3回目の出場をそれぞれ果たした。
1992年、スタジオジブリ作品『紅の豚』に声優として出演。主題歌「さくらんぼの実る頃」、エンディング・テーマ「時には昔の話を」も担当した。また同年に、芸術文化活動における功績に対して、フランス政府から芸術文化勲章（シュヴァリエ）を授与される。
1995年6月21日に発生した函館空港の全日空857便ハイジャック事件では、実母やバックバンドのメンバーらと一緒に搭乗し、16時間余りの緊張を体験した。当日函館のコンサートの予定が中止となってしまったが、翌日苫小牧のコンサートでは、寝不足ながらも元気な姿を見せた。そのライブ終了後、加藤らはハイジャック事件の状況について記者会見に応じている。
1997年、世界自然保護基金日本委員会評議員に就任。この年から2000年にかけて、「さよなら私の愛した20世紀たち」と銘打った10枚シリーズのアルバムを次々と発表する。
2000年、国連環境計画親善大使に任命される。
2002年7月31日、夫の藤本が肝臓がんのため永眠。
2006年、NPO法人・グラウンドワーク三島の専務理事で都留文科大学教授の渡辺豊博からの依頼を受け、富士山の応援歌を制作。阿久悠の詩「富士が好き」に加藤が作曲し「富士山だ」と改題して発表した。
2006年、FUJI ROCK FESTIVAL06出演。若手ミュージシャンとも交遊が広く積極的にコラボレートするなど、現在も精力的に活動。
2008年、九条世界会議に参加し、全体会のフィナーレを飾った。
2009年、ソウル・フラワー・ユニオンらが主催した『PEACE MUSIC FESTA!』に出演。
2009年9月27日、自身のTwitterを開設。
2009年9月29日、国の特別天然記念物に指定されている佐渡のトキ野生復帰に向け行われた第2回トキ放鳥を記念して「佐渡トキ環境親善大使」に任命される。環境保全に熱心であること、名前に「とき」を含み、国産最後の「キン」を観るため、以前佐渡を訪れるなど、トキとの縁も深かったことから白羽の矢が立った。任期は3年間。
2012年2月23日、イベント等での限定で「富士山だ」のCDを発売。
2012年10月20日、ブータンの首都・ティンプーにある時計塔広場でコンサートを行う。
2014年1月1日、「富士山だ」を全世界に向けて音楽配信で発売。同年1月22日、一般の音楽流通ルートに乗ったCDが発売された。
2018年9月17日、高崎音楽祭で加藤プロデュース「ジブリソングを歌う」コンサートを開催。加藤、夏木マリ、中川翔子が出演。
2018年11月8日、次女でシンガーソングライターとして活動しているYaeのコンサート「未来への詩（うた）」をプロデュース。娘のコンサートのプロデュースは初となる。
2020年6月28日、新型コロナウィルス拡大後初、東京・渋谷「Bunkamura オーチャードホール」にて大規模コンサートを開催した。感染対策も万全にした緊急事態宣言解除後初コンサートは音楽業界からも注目された。
2021年5月、日本訳詩家協会6代目会長に就任。
2022年5月22日、ウクライナ支援チャリティーアルバム「果なき大地の上に」をリリース。売上の全額を日本チェルノブイリ連帯基金を通じて寄付する。
2022年度毎日芸術賞受賞。
2024年10月10日（10月10日は、エディット・ピアフの命日でもある）、歌手生活60周年を祝うパーティーがビルボードライブ東京で盛大に行なわれた（著名人では湯川れい子、コシノジュンコ、平野レミ、デヴィ夫人、池畑慎之介、渡辺えり、南こうせつなどが祝いに駆けつけた。また、当日は宮崎駿、和田アキ子、石川さゆり、中森明菜など錚々たるメンバーからお祝いのメッセージが読み上げられた）。

## 人物

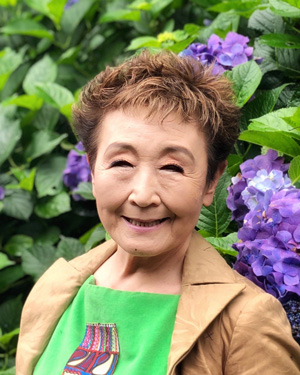
2020年

60年安保のデモに高校時代の放送部仲間と参加。その4日後に樺美智子の訃報にショックを受け、翌朝に事件をニュース原稿にし校内放送した。これをきっかけに『樺さんの後を継ぐためにも東大に入ろう』と思うようになった。
東大在学中は学生運動とはすでに距離を置いており演劇活動に熱中。また歌手デビューも決まっていたことから大学からは足が遠のき、6年かけて卒業単位を取得した。
自身の生業はあくまでも歌手であり、左派運動家ではないとしている。
MCやインタビューなどでは軽妙なトークを展開しており、「爆笑そっくりものまね紅白歌合戦スペシャル」で松居直美と共に「知床旅情」を歌った際に、司会の今田耕司に「普段の喋りは意外と漫談口調なんですね」と評されたほどである。
酒好きで、特に毎年10月1日に「日本酒の日コンサート」を行うほど、日本酒が好きである。また、1971年に大関のCMソング「酒は大関」（作詞・作曲：小林亜星）を歌唱したことにより、大関から樽酒が贈られ、これを機に来場客に日本酒をふるまい、自分も飲みながらコンサートをする「ほろよいコンサート」を定期的に行われている。若い頃はそこそこの酒豪で、特に20代の頃は酒を飲む時は毎回記憶がなくなるまで飲んでおり、当時の週刊誌の酒豪番付で「大関」と評されたこともある。本人によると現在（79歳の時点）、「かかりつけのお医者さんに肝臓など体を色々検査してもらったけどどこも悪くない」と語っている。また、若い頃から酒をいくら飲んでも顔が赤くならない体質で、以前に比べて飲む量自体は減ったものの79歳以降も酒を楽しんでいる。
後述する波乱万丈な人生を送ったこともあって「見かけによらず衝動的で軽はずみで、迷いやすくて、行き当たりばったりの人生を送ってきた」と回想している。また、自身の人生や活動について「その全部が、世の中の人に認められたわけではないけども、私にとっては宝ものだし、経験した全てが私の血肉になっているわけです。それも運命。命を運んできたということですね」と述べている。
「生きることは、アップデートすること」という持論を持っており、スマートフォンなども使用して、最新の知識を取り入れている。また、脳を若く保つために新聞の切り抜きをテーマごとにファイリングする、洋服を自らリメイクするなど、アンチエイジングを意識した行動にも積極的に取り組み、2017年に「爆報! THE フライデー」(TBS) で脳年齢を計測したところ、30歳と診断された。
Twitterを開設して2ヶ月後に「なう」などの用語を覚え、定期的に多用している。
家族との交流も「アップデート」の宝庫であることを語っている。
キマグレンやBABYMETALなどの若手アーティストの楽曲にも理解を示す発言をしている。またお笑い好きでもあり、銀シャリやオリエンタルラジオなどのお笑い芸人に対しても理解を示している。その流れで、ダイアンの津田篤宏は遠戚ながら親戚同士であることを明かしている。加藤の父の姓が津田で、直系とのこと。
スポーツなども積極的に見ており、日本人スポーツ選手の活躍に感動した旨を自身のTwitterで度々述べている。
高倉健のファンであり、高倉が亡くなった際には「1960年代に青春を生きた私たち世代にとって、高倉健さんの生きざまはバイブルでした。（中略）亡くなったことを知り、寂しさでいっぱいです。『居酒屋兆治』で妻の役をやらせていただいた思い出、何より大切に、心からご冥福をお祈りします」という追悼コメントを発表している。
2011年の東日本大震災を受けて被災地を訪問したり、チャリティ・コンサート収益金の全額が被災地への義援金に充てられるなど、チャリティー活動も行っており、2012年5月1日には日本財団により、伊勢谷友介、EXILE、小林幸子、コロッケ、坂本龍一、サンドウィッチマン、杉良太郎、伍代夏子、中村雅俊、はるな愛と共に加藤も「被災地で活動した芸能人ベストサポート」に選出、表彰されている。2013年から開始された「311 未来へのつどい Peace On Earth」には毎年出演している。
2ndシングル「赤い風船」を発表した際、ミニスカートを履いて赤い風船を持って銀座の街角に立つ、というキャンペーン活動を行ったが、同曲もデビュー曲「誰も誰も知らない」も売れ行きが悪かった。これを受けて制作側の「とにかくヒットさせたい」との思いから、3曲目は前2作とは大幅に路線を変えた演歌「恋の別れ道」が発売された。しかし直後に「赤い風船」が日本レコード大賞新人賞に決定したため、レコード会社は慌てて「恋の別れ道」のレコードを回収したという。

## エピソード

### 子供時代
旧満州のハルピンで生まれたが終戦の影響で住む家を失い、1年間を収容所や知人の家で過ごした。帰国後、旧満州から日本に逃げてきたロシア人の苦境を知った両親の「手助けしたい」との思いから、ロシア料理屋「スンガリー」を開店。子供の頃から、この店内で流れるロシア民謡、シャンソン、カンツォーネなど世界中の音楽を聞いて育った。
世田谷区立桜木中学校へ転入した際に、京都との違いにカルチャーショックを受けた。6歳上の兄（加藤幹雄：元住友金属工業（現：日本製鉄）副社長、現在はロシア料理店経営者）と机を並べて勉強をするうちに成績は伸び、東京都立駒場高等学校にはトップ合格した。
高校時代は放送部（駒場放送局）に所属。高2でアナウンス部長を務める。同じ部活に1学年後輩の吉永小百合も仕事の合間に参加していた。

### 憧れのピアフ、パリ旅行
10代の頃から、「愛の讃歌」などで知られるシャンソン歌手のエディット・ピアフに憧れていた。歌と共に恋多きピアフの生き方にも魅せられ、1963年（加藤は19歳）に彼女が47歳の若さで亡くなったことに強い衝撃を受け、自らも歌手になることを決意した。
18歳頃（大学入学前後）に東京日仏学院に通ってフランス語を学んだ。父からシャンソンコンクールへの参加を勧められて応募。人づてに紹介してもらったシャンソンの先生から手ほどきを受けた後、ピアフの「メア・キュルパ（私の罪）」でコンクールに挑んだ。しかし審査員から低評価を受けたで悔しい思いをしたが、これがきっかけで1年間シャンソンのレッスンに明け暮れて歌唱力を磨いた。
20歳で日本アマチュアシャンソンコンクールで優勝した後、ヨーロッパ旅行に訪れた。フランスのパリでは、シャンソン歌手のリュシエンヌ・ボワイエが経営するライブレストランに訪れると突然歌うよう言われ、彼女の代表曲「聴かせてよ愛の言葉を」を客の前で披露して拍手喝采を浴びた。また、この旅では古い石造りの建物の地下などでギターを弾き語る人の姿がカッコよく映ったことから、自らもギターを弾き始めた。

### 夫・藤本敏夫との出会い
歌手デビュー後の1968年の東大紛争の際、加藤は事前に「卒業式では振り袖で来てほしい」という女性週刊誌から要請されていた。しかし前日に医学部の学生が研修医制度の変革を要求して卒業式をボイコットすると聞いて悩んだ末、当日は週刊誌の要請を振り切ってジーパンで会場に現れ、デモの座り込みに参加した。その噂を聞きつけた同志社大学の学生であり、ブント系の「反帝学連」委員長の藤本敏夫にコンサートへの出演依頼を受けるものの、歌を政治運動に利用されることを嫌って断る。しかし、この件をきっかけに彼に一目惚れしたことで、2人は交際を開始。
紆余曲折を経て1972年5月に、防衛庁襲撃事件などで逮捕され勾留の身であった藤本と獄中結婚。当初加藤が藤本に結婚の意志を伝えると、彼から「リーダーとして責任がある」と結婚を反対された。諦めようとしたが後日妊娠が発覚し、手紙で気持ちを伝えたことで藤本も結婚の意思を固めた。周囲が交際に反対する中、母と当時の所属事務所「石井音楽事務所」の社長の石井好子が賛成したことが二人の結婚を後押しする形になった。「ひとり寝の子守歌」は、塀の中にいる夫を思って作られた代表曲の一つでもある。
勾留と釈放を挟み、合わせて30年間を連れ添った夫は、2002年に死去（享年58）。夫との間には1972年、1975年、1980年生まれの3人の娘がおり、次女はYaeとして歌手活動中。

### 音楽観
文字面や言葉として格好良くても、会話の中で使わない言葉は歌詞にも使わないという。
日本全国から世界各国まで幅広い場所を訪れており、様々な音楽をレパートリーに取り入れている。「PHP」1993年8月号では、このエピソードを語った上で「結局、私はスタイルを決めない歌手として、やり通してきたことになるような気がします」と述べている。
日本語の唄に対して「日本というのは海に囲まれているということだけではなくて、言葉という国境があるんですね。日本人のアーティストで外国で活躍した人はたくさんいるけど、まだうたうということで、その壁を越えた人がいないというふうに私は感じて、そしてほんとうの願いは日本語のポピュラー・ソングをポピュラーにしたい。そのきっかけが作れればいいなと思っています」と述べている。
昭和歌謡から最新のJ-POPまで幅広くカバーしており、「自分が作った歌詞じゃないものを歌うってことが面白い」と述べている。
「初めから答えが決まっているような、つまり、つじつま合わせのような『政治的なプロパガンダ』は本当のメッセージじゃない」「政治の力だけで世の中を変えるなんて、おこがましいと思いませんか?」「むしろ2つに分断されている人たちをつなげたい」としており、「どんな人たちとも一緒に音楽を楽しみたいし、プロの歌手として、あらゆる人たちの心の中に届くような表現の形を持っていなくちゃならない」といった考えがあることを述べている。

### 評価・交流
森繁久彌は1969年に自身が主催のコンサートで、「ひとり寝の子守唄」を歌っていた加藤の声を楽屋越しに聴き、「誰が歌っているんだ。ツンドラの風の冷たさを知っている声だ」と言い、舞台の袖で両手を広げて迎えたというエピソードがあり、前述の通り加藤がハルビン生まれで、森繁が旧満州からの引揚者だったため、加藤は「大陸への思いの共有が、縁を結んだと思っている」と語っている。また、両者が新幹線でたまたま遭遇し、加藤が「知床旅情」をカバーしていることを報告した際には、「聞いたよ。君は、歌はうまくはない。（でも）心はあるな」と森繁に言われたという。
桑田佳祐は、自身がリーダーを務めるバンドサザンオールスターズの楽曲「東京VICTORY」を「知床旅情」のようなイメージで制作していた旨を述べており、「やはり僕は日本人。いくらロックに憧れても、僕らは発祥地たる西洋の人たちと同じにできないじゃないですか。それより日本人には日本人のボディサイズに合った歌があって、僕は何とかそれを見つけたい」「森繁久彌さんの歌詞と、生ギター一本で歌う加藤さんの姿は今回、僕にとっての”いい歌”の基準でした」と述べている。「東京VICTORY」の制作意図や歌詞のテーマを桑田のファンから知らされた加藤は「ありがとう!なんか桑田さんからラブレターもらったみたいな気持ち。応えなきゃね」といった感想を述べている。

## 音楽

### シングル
| #        | 発売日          | A/B面    | タイトル                           | 作詞                | 作曲                     | 編曲                | 規格品番   |
| 1960年代 | 1960年代        | 1960年代 | 1960年代                           | 1960年代            | 1960年代                 | 1960年代            | 1960年代   |
| -------- | --------------- | -------- | ---------------------------------- | ------------------- | ------------------------ | ------------------- | ---------- |
| 1        | 1966年 5月5日   | A面      | 誰も誰も知らない                   | なかにし礼          | 中島安敏                 | 中島安敏            | SDR-1189   |
| 1        | 1966年 5月5日   | B面      | あじさい色の雨                     | 水木かおる          | 藤原秀行                 | 藤原秀行            | SDR-1189   |
| 2        | 1966年 8月5日   | A面      | 赤い風船                           | 水木かおる          | 小林亜星                 | 小林亜星            | SDR-1221   |
| 2        | 1966年 8月5日   | B面      | 北の街                             | 今井かずなり        | 小林亜星                 | 小林亜星            | SDR-1221   |
| 3        | 1966年 11月5日  | A面      | 恋の別れ道                         | なかにし礼          | 中島安敏                 | 川上義彦            | SDR-1245   |
| 3        | 1966年 11月5日  | B面      | お別れしましょう                   | なかにし礼          | 中島安敏                 | 山屋清              | SDR-1245   |
| 4        | 1967年 3月15日  | A面      | ギターをひこう                     | 水木かおる          | 小林亜星                 | 小林亜星            | SDR-1267   |
| 4        | 1967年 3月15日  | B面      | 小さな花びらの思い出               | 永田文夫            | 林雅諺                   | 竹内一朗            | SDR-1267   |
| 5        | 1967年 7月5日   | A面      | 真夜中の電話                       | 加藤登紀子          | 加藤登紀子               | 早川博二            | SDR-1286   |
| 5        | 1967年 7月5日   | B面      | 虹は消えても                       | 橋本淳              | すぎやまこういち         | すぎやまこういち    | SDR-1286   |
| 6        | 1967年 11月5日  | A面      | 夜のブランコ                       | 梅村たかし          | 下村耕史                 | 早川博二            | SDR-1312   |
| 6        | 1967年 11月5日  | B面      | 赤い月が出たなら                   | 水木かおる          | 小林亜星                 | 小林亜星            | SDR-1312   |
| 7        | 1968年 2月5日   | A面      | あなたのおもかげ                   | 荒木一郎            | 荒木一郎                 | 早川博二            | SDR-1326   |
| 7        | 1968年 2月5日   | B面      | 哀愁のモスクワ                     | なかにし礼          | 石川皓也                 | 早川博二            | SDR-1326   |
| 8        | 1968年 7月5日   | A面      | 虹をさがそう                       | 滝田順              | 信楽順                   | 早川博二            | SDR-1363   |
| 8        | 1968年 7月5日   | B面      | チャンスは今だ                     | 加藤登紀子          | 中村八大                 | 中村八大            | SDR-1363   |
| 9        | 1968年 8月5日   | A面      | 積木の箱                           | 水木かおる          | 小林亜星                 | 小林亜星            | SDR-1371   |
| 9        | 1968年 8月5日   | B面      | チョコレートの夜                   | 薩摩忠              | 松井八郎                 | 松井八郎            | SDR-1371   |
| 10       | 1969年 3月5日   | A面      | つめたくすてて                     | 岩谷時子            | 筒美京平                 | 筒美京平            | SDR-1414   |
| 10       | 1969年 3月5日   | B面      | やっぱりなのね                     | 岩谷時子            | 小野崎孝輔               | 小野崎孝輔          | SDR-1414   |
| 11       | 1969年 8月5日   | A面      | 愛のデュエット                     | なかにし礼          | すぎやまこういち         | すぎやまこういち    | SDR-1453   |
| 11       | 1969年 8月5日   | B面      | 遊びつかれて                       | なかにし礼          | すぎやまこういち         | すぎやまこういち    | SDR-1453   |
| 12       | 1969年 9月15日  | A面      | ひとり寝の子守唄                   | 加藤登紀子          | 加藤登紀子               | 森岡賢一郎          | DR-1461    |
| 12       | 1969年 9月15日  | B面      | 枯木の上に                         | 加藤登紀子          | C.Mansard                | 早川博二            | DR-1461    |
| 1970年代 |                 |          |                                    |                     |                          |                     |            |
| 13       | 1970年 2月1日   | A面      | 帰りたい 帰れない                  | 加藤登紀子          | 加藤登紀子               | 小野崎孝輔          | DR-1487    |
| 13       | 1970年 2月1日   | B面      | 終ったよ                           | 加藤登紀子          | 加藤登紀子               | 小野崎孝輔          | DR-1487    |
| 14       | 1970年 6月1日   | A面      | 別れの数え唄                       | 加藤登紀子          | 加藤登紀子               | 森岡賢一郎          | DR-1519    |
| 14       | 1970年 6月1日   | B面      | とっても長い道                     | 平井吉夫            | 平井吉夫                 | 小野崎孝輔          | DR-1519    |
| 15       | 1970年 12月1日  | A面      | 知床旅情                           | 森繁久彌            | 森繁久彌                 | 竹村次郎            | DR-1572    |
| 15       | 1970年 12月1日  | B面      | 西武門哀歌                         | 川田松夫            | 川田松夫                 | 竹村次郎            | DR-1572    |
| 16       | 1971年 5月21日  | A面      | 少年は街を出る                     | 加藤登紀子          | 加藤登紀子               | 馬飼野俊一          | DR-1609    |
| 16       | 1971年 5月21日  | B面      | 琵琶湖周航の歌                     | 小口太郎            | 小口太郎                 | 早川博二            | DR-1609    |
| 17       | 1971年 10月1日  | A面      | 愛のくらし                         | 加藤登紀子          | T.Children A.Hause       | 馬飼野俊一          | DR-1635    |
| 17       | 1971年 10月1日  | B面      | 悲しみの島                         | 加藤登紀子          | T.Children A.Hause       | 馬飼野俊一          | DR-1635    |
| 18       | 1971年 12月1日  | A面      | さよならの口笛                     | 加藤登紀子          | 加藤登紀子               | ジミー時田          | DR-1651    |
| 18       | 1971年 12月1日  | B面      | 五右衛門節                         | 加藤登紀子          | 加藤登紀子               | 竹村次郎            | DR-1651    |
| 19       | 1972年 3月1日   | A面      | 美しき五月のパリ                   | 加藤登紀子          | 加藤登紀子               | 広瀬雅一            | DR-1665    |
| 19       | 1972年 3月1日   | B面      | 日暮れにうたう唄                   | 加藤登紀子          | 小室等                   | 広瀬雅一            | DR-1665    |
| 20       | 1972年 7月21日  | A面      | 海からの願い                       | 加藤登紀子          | 加藤登紀子               | 深町純              | DR-1704    |
| 20       | 1972年 7月21日  | B面      | 風に吹かれていたら                 | 加藤登紀子          | 加藤登紀子               | 福山敦夫            | DR-1704    |
| 21       | 1973年 11月21日 | A面      | 風の舟唄                           | 加藤登紀子          | 佐藤勝                   | 佐藤勝              | DR-1809    |
| 21       | 1973年 11月21日 | B面      | 傷心                               | 加藤登紀子          | G.Moustaki M.Theodorakis | 広瀬雅一            | DR-1809    |
| 22       | 1974年 3月21日  | A面      | 灰色の瞳                           | 加藤登紀子          | U.Ramos                  | 山木幸三郎          | DR-1844    |
| 22       | 1974年 3月21日  | B面      | 黒の舟唄                           | 能吉利人            | 桜井順                   | 広瀬雅一            | DR-1844    |
| 23       | 1974年 3月21日  | A面      | かもめ挽歌                         | 加藤登紀子          | 加藤登紀子               | 深町純              | DR-1903    |
| 23       | 1974年 3月21日  | B面      | 九月の便り                         | 加藤登紀子          | 加藤登紀子               | 深町純              | DR-1903    |
| 24       | 1975年 6月21日  | A面      | リリー・マルレーン                 | 加藤登紀子          | N.Schultze               | 山木幸三郎          | DR-1941    |
| 24       | 1975年 6月21日  | B面      | テネシーワルツ                     | 加藤登紀子          | P.W.King                 | 山木幸三郎          | DR-1941    |
| 25       | 1975年 10月21日 | A面      | 酔いどれ女の流れ唄                 | みなみらんぼう      | みなみらんぼう           | 木森敏之            | DR-1980    |
| 25       | 1975年 10月21日 | B面      | 私は修羅                           | 加藤登紀子          | 加藤登紀子               | 木森敏之            | DR-1980    |
| 26       | 1976年 11月21日 | A面      | あなたの行く朝                     | 加藤登紀子          | 加藤登紀子               | 告井延隆            | DR-6055    |
| 26       | 1976年 11月21日 | B面      | すれ違う夕暮                       | 加藤登紀子          | 告井延隆                 | 告井延隆            | DR-6055    |
| 27       | 1977年 10月21日 | A面      | 時代おくれの酒場                   | 加藤登紀子          | 加藤登紀子               | 告井延隆 森下登喜彦 | DKQ-1022   |
| 27       | 1977年 10月21日 | B面      | 水のように                         | 清水邦夫            | 坂田晃一                 | 坂田晃一            | DKQ-1022   |
| 28       | 1978年 3月10日  | A面      | この空を飛べたら                   | 中島みゆき          | 中島みゆき               | 福井峻              | DKQ-1028   |
| 28       | 1978年 3月10日  | B面      | 裸足になって                       | 加藤登紀子          | 加藤登紀子               | 告井延隆            | DKQ-1028   |
| 29       | 1978年 6月1日   | A面      | 夜の静けさの中で                   | 加藤登紀子          | 加藤登紀子               | 玉木宏樹            | DR-6211    |
| 29       | 1978年 6月1日   | B面      | 港町                               | 津島玲              | 長谷川きよし             | 玉木宏樹            | DR-6211    |
| 30       | 1978年 9月10日  | A面      | ANAK（息子）                       | 加藤登紀子          | F.Aguilar                | 星勝 小野崎孝輔     | DKQ-1044   |
| 30       | 1978年 9月10日  | B面      | 赤いダリア                         | 加藤登紀子          | 加藤登紀子               | 告井延隆 星勝       | DKQ-1044   |
| 31       | 1979年 4月1日   | A面      | 生きてりゃいいさ                   | 河島英五            | 河島英五                 | 馬飼野俊一          | DKQ-1054   |
| 31       | 1979年 4月1日   | B面      | 愛する人があるのなら               | 加藤登紀子          | 加藤登紀子               | 告井延隆 星勝       | DKQ-1054   |
| 32       | 1979年 11月1日  | A面      | 燃えろジングルベル                 | 河島英五            | 河島英五                 | 玉木宏樹            | DKQ-1066   |
| 32       | 1979年 11月1日  | B面      | 酔えば                             | 加藤登紀子          | 加藤登紀子               | 安田裕美 福井峻     | DKQ-1066   |
| 1980年代 |                 |          |                                    |                     |                          |                     |            |
| 33       | 1980年 2月21日  | A面      | あなたに捧げる歌                   | 加藤登紀子          | 加藤登紀子               | 小杉仁三            | DKQ-1079   |
| 33       | 1980年 2月21日  | B面      | エージデー（母よ）                 | 加藤登紀子          | P.Myangaru               | 深町純              | DKQ-1079   |
| 34       | 1980年 8月1日   | A面      | 止まらない汽車                     | 加藤登紀子          | 加藤登紀子               | 若草恵              | DR-6438    |
| 34       | 1980年 8月1日   | B面      | いく時代かがありまして             | 加藤登紀子          | 加藤登紀子               | 深町純              | DR-6438    |
| 35       | 1980年 10月5日  | A面      | 灰色の季節                         | 加藤登紀子          | 加藤登紀子               | 松井忠重            | 7DX-1016   |
| 35       | 1980年 10月5日  | B面      | カーニバル                         | 加藤登紀子          | 加藤登紀子               | 松井忠重            | 7DX-1016   |
| 36       | 1981年 5月21日  | A面      | 悲しみよ河になれ                   | 加藤登紀子          | 加藤登紀子               | 福井峻              | 7DX-2001   |
| 36       | 1981年 5月21日  | B面      | ふいふい鳥                         | 山乃雨太郎          | 金谷憲司                 | 福井峻              | 7DX-2001   |
| 37       | 1981年 11月1日  | A面      | グッバイ・サドネス                 | 加藤登紀子          | オノ・ヨーコ             | 川村栄二            | 7DX-2010   |
| 37       | 1981年 11月1日  | B面      | Out of Border                      | 加藤登紀子          | 加藤登紀子               | 川村栄二            | 7DX-2010   |
| 38       | 1982年 5月1日   | A面      | 寝た子を起こす子守唄               | 阿木燿子            | 宇崎竜童                 | 青木望              | 7DX-2018   |
| 38       | 1982年 5月1日   | B面      | ランニング・オン                   | 加藤登紀子          | 加藤登紀子               | 矢野立美            | 7DX-2018   |
| 39       | 1983年 3月1日   | A面      | 唯ひとたびの                       | 加藤登紀子          | W.R.Heymann              | 坂本龍一            | 7DX-2028   |
| 39       | 1983年 3月1日   | B面      | 愛はすべてを赦す                   | 水木陽子 北川フラム | H.Wars                   | 坂本龍一            | 7DX-2028   |
| -        | 1983年 11月10日 | A面      | 時代おくれの酒場                   | 加藤登紀子          | 加藤登紀子               | 告井延隆 森下登喜彦 | 7DS-0061   |
| -        | 1983年 11月10日 | B面      | 鳳仙花                             | 金護経              | 洪蘭波                   | 福井峻              | 7DS-0061   |
| 40       | 1984年 4月25日  | A面      | 風来坊                             | 阿久悠              | 加藤登紀子               | 萩田光雄            | 7DX-1299   |
| 40       | 1984年 4月25日  | B面      | 浪漫浪乱                           | 阿久悠              | 加藤登紀子               | 萩田光雄            | 7DX-1299   |
| 41       | 1984年 9月25日  | A面      | ない・もの・ねだり                 | 加藤登紀子          | 加藤登紀子               | 白井良明            | 7DX-1338   |
| 41       | 1984年 9月25日  | B面      | ロマネスク                         | 加藤登紀子          | 加藤登紀子               | 白井良明            | 7DX-1338   |
| 42       | 1985年 6月1日   | A面      | 七色の罪                           | 加藤登紀子          | 佐藤隆                   | 星勝                | 7DX-1370   |
| 42       | 1985年 6月1日   | B面      | ブルースなんか唄わない             | 芳道璃生            | 松田良                   | 星勝                | 7DX-1370   |
| 43       | 1985年 12月10日 | A面      | 哀しみのダンス                     | 加藤登紀子          | L.Cohen                  | M.Goldenberg        | 7DX-1407   |
| 43       | 1985年 12月10日 | B面      | 港の伝説                           | 加藤登紀子          | 加藤登紀子               | M.Goldenberg        | 7DX-1407   |
| 44       | 1986年 6月25日  | A面      | 海辺の旅                           | 岩谷時子            | 木下忠司                 | 川村栄二            | 7DX-1430   |
| 44       | 1986年 6月25日  | B面      | 百万本のバラ                       | 加藤登紀子          | R.Pauls                  | 川村栄二            | 7DX-1430   |
| 45       | 1986年 10月25日 | A面      | 陽ざしの中で                       | 加藤登紀子          | 加藤登紀子               | 山本健司            | 7DX-1461   |
| 45       | 1986年 10月25日 | B面      | 北の便りを                         | 加藤登紀子          | 加藤登紀子               | 山本健司            | 7DX-1461   |
| 46       | 1987年 4月25日  | A面      | 百万本のバラ                       | 加藤登紀子          | R.Pauls                  | 川村栄二            | 7DX-1489   |
| 46       | 1987年 4月25日  | B面      | 時には昔の話を                     | 加藤登紀子          | 加藤登紀子               | 山本健司            | 7DX-1489   |
| 47       | 1988年 5月21日  | 01       | 愛さずにはいられない               | 加藤登紀子          | 加藤登紀子               | 船山基紀            | 10EH-3066  |
| 47       | 1988年 5月21日  | 02       | 漂泊の海へ                         | 石坂まさを          | 加藤登紀子               | 深町純              | 10EH-3066  |
| 48       | 1989年 4月21日  | 01       | 18の頃〜Chaz Maria〜               | 加藤登紀子          | 加藤登紀子               | 萩田光男            | 10EH-3271  |
| 48       | 1989年 4月21日  | 02       | 雑踏〜La Foule〜                   | 加藤登紀子          | A.Cabral                 | 萩田光男            | 10EH-3271  |
| 1990年代 |                 |          |                                    |                     |                          |                     |            |
| 49       | 1990年 3月21日  | 01       | Revolution                         | 加藤登紀子          | 加藤登紀子               | 萩田光男            | CSDL-3075  |
| 49       | 1990年 3月21日  | 02       | ランバダ                           | 加藤登紀子          | Chico de Oliveira        | 萩田光男            | CSDL-3075  |
| 50       | 1991年 2月1日   | 01       | 私のヴァンサンカン                 | 加藤登紀子          | 加藤登紀子               | 倉田信雄            | CSDL-3223  |
| 50       | 1991年 2月1日   | 02       | 歌いつきるまで                     | 加藤登紀子          | 加藤登紀子               | 倉田信雄            | CSDL-3223  |
| 51       | 1991年 9月26日  | 01       | グッバイ・ダンス                   | 加藤登紀子          | 加藤登紀子               | 告井延隆            | SRDL-3362  |
| 51       | 1991年 9月26日  | 02       | シークレット・ナイト               | 加藤登紀子          | 加藤登紀子               | 菅野よう子          | SRDL-3362  |
| 52       | 1992年 2月1日   | 01       | スト・カロ                         | 加藤登紀子          | J.Linardos               | 告井延隆            | SRDL-3427  |
| 52       | 1992年 2月1日   | 02       | 百万本のバラ                       | 加藤登紀子          | R.Pauls                  | 飛澤宏元            | SRDL-3427  |
| 53       | 1992年 5月2日   | 01       | バラ色のハンカチ                   | 加藤登紀子          | 加藤登紀子               | 告井延隆            | SRDL-3460  |
| 53       | 1992年 5月2日   | 02       | ファシネイション                   | 加藤登紀子          | 加藤登紀子               | 告井延隆            | SRDL-3460  |
| 54       | 1992年 7月1日   | 01       | さくらんぼの実る頃                 | J.B.Clement         | A.Renard                 | 富樫久美子          | SRDL-3498  |
| 54       | 1992年 7月1日   | 02       | 時には昔の話を                     | 加藤登紀子          | 加藤登紀子               | 菅野よう子          | SRDL-3498  |
| 55       | 1992年 11月21日 | 01       | 早春賦                             | P.Gilles            | 中田章                   | 服部克久            | SRDL-3592  |
| 55       | 1992年 11月21日 | 02       | 美しき20歳                         | 加藤登紀子          | 加藤登紀子               | 告井延隆            | SRDL-3592  |
| 56       | 1993年 3月21日  | 01       | 川は流れる                         | 加藤登紀子          | 加藤登紀子               | 告井延隆            | SRDL-3625  |
| 56       | 1993年 3月21日  | 02       | バラ色のハンカチ                   | 加藤登紀子          | 加藤登紀子               | 告井延隆            | SRDL-3625  |
| 57       | 1993年 8月21日  | 01       | 島唄                               | 宮沢和史            | 宮沢和史                 | 告井延隆            | SRDL-3710  |
| 57       | 1993年 8月21日  | 02       | 旅人                               | 加藤登紀子          | 加藤登紀子               | 告井延隆            | SRDL-3710  |
| 58       | 1994年 2月2日   | 01       | 愛がとどかない                     | 加藤登紀子          | VOICE                    | 中村哲              | SRDL-3787  |
| 58       | 1994年 2月2日   | 02       | 残照                               | 加藤登紀子          | 加藤登紀子               | 告井延隆            | SRDL-3787  |
| 59       | 1994年 6月22日  | 01       | 花                                 | 喜納昌吉            | 喜納昌吉                 | P.Eidel             | SRDL-3860  |
| 59       | 1994年 6月22日  | 02       | 石ころたちの青春                   | 加藤登紀子          | 加藤登紀子               | 告井延隆            | SRDL-3860  |
| 60       | 1995年 5月1日   | 01       | 人・生・不・思・議                 | VOICE               | VOICE                    | 鳥山雄司            | SRDL-4012  |
| 60       | 1995年 5月1日   | 02       | まっすぐ見つめたい                 | 加藤登紀子          | 加藤登紀子               | 告井延隆            | SRDL-4012  |
| 61       | 1996年 4月1日   | 01       | 愛の日々へのララバイ               | 加藤登紀子          | 加藤登紀子               | 星勝                | SRDL-4171  |
| 61       | 1996年 4月1日   | 02       | Dance For Tonight                  | 加藤登紀子          | 加藤登紀子               | 星勝                | SRDL-4171  |
| 2000年代 |                 |          |                                    |                     |                          |                     |            |
| 62       | 2001年 5月17日  | 01       | 宛のない手紙                       | 加藤登紀子          | 白昌牛                   | 小六禮次郎          | RWCL-35001 |
| 62       | 2001年 5月17日  | 02       | 忘れ去られた人々                   | 加藤登紀子          | ロシア民謡               | 小六禮次郎          | RWCL-35001 |
| 63       | 2001年 6月6日   | 01       | Paikaji-南風-                      | 加藤登紀子          | 加藤登紀子               | P.Hanmer            | POCE-4008  |
| 63       | 2001年 6月6日   | 02       | MAMA                               | 加藤登紀子          | S.Mabuse                 | S.V.Masondo         | POCE-4008  |
| 64       | 2003年 5月      | 01       | 愛 Love Peace                      | 加藤登紀子          | 加藤登紀子               | 告井延隆            | THCD-1075  |
| 65       | 2003年 7月23日  | 01       | あなたに                           | 上江洌清作          | MONGOL800                | 告井延隆            | UICZ-5007  |
| 65       | 2003年 7月23日  | 02       | 海の子守唄                         | 加藤登紀子          | 上地正昭                 | 告井延隆            | UICZ-5007  |
| 66       | 2003年 10月8日  | 01       | 薔薇と月                           | 加藤登紀子          | 原田真二                 | 原田真二            | TRCS-5     |
| 67       | 2004年 8月4日   | 01       | 知床旅情 the 40th Anniversary      | 森繁久彌            | 森繁久彌                 | 告井延隆            | UICZ-5010  |
| 67       | 2004年 8月4日   | 02       | 涙そうそう                         | 森山良子            | BEGIN                    | 告井延隆            | UICZ-5010  |
| 67       | 2004年 8月4日   | 03       | 子連れ狼                           | 小池一夫            | 吉田正                   | 告井延隆            | UICZ-5010  |
| 68       | 2004年 11月26日 | 01       | 絆 ki・zu・na                      | 加藤登紀子          | 村上てつや 妹尾武        | 熊原正幸            | UICZ-5012  |
| 68       | 2004年 11月26日 | 02       | 花筐                               | 加藤登紀子          | 村上てつや               | 告井延隆            | UICZ-5012  |
| 69       | 2006年 11月22日 | 01       | 生きてりゃいいさ                   | 河島英五            | 河島英五                 | S.V.Masondo         | UICZ-5028  |
| 69       | 2006年 11月22日 | 02       | 恋の花ひらく時                     | 加藤登紀子          | 加藤登紀子               | 島健                | UICZ-5028  |
| 70       | 2007年 6月6日   | 01       | 千の風になって                     | 新井満              | 新井満                   | 島健                | UICZ-5031  |
| 70       | 2007年 6月6日   | 02       | 愛のよろこび                       | 加藤登紀子          | J.P.Martini              | 島健                | UICZ-5031  |
| 70       | 2007年 6月6日   | 03       | ギタリズム                         | 加藤登紀子          | 宇佐美秀文               | 島健                | UICZ-5031  |
| 71       | 2007年 10月6日  | 01       | 愛の讃歌                           | 加藤登紀子          | M.Monnot                 | 島健                | UICZ-5036  |
| 71       | 2007年 10月6日  | 02       | バラ色の人生                       | 加藤登紀子          | Louiguy                  | 島健                | UICZ-5036  |
| 71       | 2007年 10月6日  | 03       | 枯葉                               | 加藤登紀子          | J.Kosma                  | 島健                | UICZ-5036  |
| 71       | 2007年 10月6日  | 04       | 愛しかない時                       | 加藤登紀子          | J.Brel                   | 島健                | UICZ-5036  |
| 2010年代 |                 |          |                                    |                     |                          |                     |            |
| 72       | 2010年 4月21日  | 01       | 君が生まれたあの日                 | 加藤登紀子          | 加藤登紀子               | 菅野よう子          | UICZ-5046  |
| 72       | 2010年 4月21日  | 02       | Seeds in the fields                | 加藤登紀子          | 加藤登紀子               | P.Seymour           | UICZ-5046  |
| 73       | 2011年 2月2日   | 01       | パーマ屋ゆんた                     | ちゅんなーや        | ちゅんなーや             | 三浦秀秋            | TECG-32    |
| 73       | 2011年 2月2日   | 02       | あの小さな家                       | 加藤登紀子          | 加藤登紀子               | 告井延隆            | TECG-32    |
| 74       | 2012年 7月11日  | 01       | わせねでや                         | 内海和江            | ヒザシ                   | 宮田正広            | TBC-001    |
| 75       | 2013年 4月24日  | 01       | 過ぎし日のラブレター               | 加藤登紀子          | 加藤登紀子               | 島健                | UICZ-5059  |
| 75       | 2013年 4月24日  | 02       | 檸檬                               | 加藤登紀子          | 加藤登紀子               | 告井延隆            | UICZ-5059  |
| 76       | 2014年 1月22日  | 01       | 富士山だ                           | 阿久悠              | 加藤登紀子               | 告井延隆            | COCA-16830 |
| 76       | 2014年 1月22日  | 02       | 青いこいのぼりと白いカーネーション | 加藤登紀子          | 加藤登紀子               | 石川ハルミツ        | COCA-16830 |
| 77       | 2014年 6月25日  | 01       | 広島 愛の川                        | 中沢啓治            | 山本加津彦               | 島健                | UICZ-5062  |
| 78       | 2016年 8月11日  | 01       | 山はふるさと                       | 吉井省一            | 都倉俊一                 | 服部隆之            | COCA-17197 |
| 78       | 2016年 8月11日  | 02       | 富士山だ                           | 阿久悠              | 加藤登紀子               | 告井延隆            | COCA-17197 |
| 79       | 2016年11月25日  | 01       | ともだちあなた戦う心               | 永六輔 / 加藤登紀子 | 加藤登紀子               |                     | TRCS-0021  |
| 79       | 2016年11月25日  | 02       | 二本の糸                           | 永六輔 / 加藤登紀子 | 加藤登紀子               |                     | TRCS-0021  |
| 80       | 2017年9月10日   | 01       | 生きる                             | 山田かまち          | 加藤登紀子               |                     | TRCS-0022  |
| 81       | 2019年5月13日   | 01       | 未来への詩（うた）                 | 加藤登紀子          | 加藤登紀子               |                     | MHCL-2846  |
| 2020年代 |                 |          |                                    |                     |                          |                     |            |
| 82       | 2021年12月1日   | 01       | 江の川挽歌                         | 加藤登紀子          | 加藤登紀子               |                     | TRCS-0027  |
| 83       | 2022年5月22日   | 01       | 果てなき大地の上に                 | 加藤登紀子          | 加藤登紀子               |                     | TRCS-0028  |
| 84       | 2022年11月1日   | 01       | 乾杯！                             | 加藤登紀子          | 加藤登紀子               |                     | UPCY-5113  |

### オリジナル・アルバム
ポリドール
1. 赤い風船（1967年6月5日）
2. ギターをひこう（1967年11月5日）
3. ひとり寝の子守歌（1969年12月5日）
4. 帰りたい帰れない（1970年4月1日）
5. 私の中のひとり（1970年7月1日）
6. ロシアのすたるじい（1971年2月1日）
7. 日本哀歌集（1971年4月10日）
8. 美しき五月のパリ（1971年11月1日）
9. 色即是空（1972年9月1日）
10. 日本寮歌集（1972年10月1日）
11. この世に生まれてきたら（1974年3月21日）
  - 音楽のパートナーとしてサポートを続ける告井延隆が初参加。
12. 赤い靴 すばらしき詩人たち（1974年12月21日）
13. いく時代かありまして（1975年12月1日）
14. 回帰船（1976年12月21日）
  - 本作より、告井およびセンチメンタル・シティ・ロマンスが本格的に参加する。
15. さびた車輪（1977年12月1日）
  - キティ・レコードから発売。
16. 愛する人へ（1978年10月10日）
  - キティ・レコードから発売。
17. 悲しみの集い（1979年9月10日）
  - キティ・レコードから発売。
18. OUT OF BORDER（1981年2月5日）
19. Rising（1982年6月25日）
20. 愛は全てを赦す（1982年11月1日）
21. 夢の人魚（1983年12月1日）
22. デ・ラ・シ・ネ（1984年6月5日）
  - 現在唯一のミニアルバムである。
23. 最後のダンスパーティー（1984年12月1日）
  - ムーンライダーズとのコラボレーション。
24. Ethnic Dance 〜ゆらめく異邦人〜（1986年2月1日）
25. My Story 〜時には昔の話を〜（1987年2月1日）
  - 「時には昔の話を」「100万本のバラ」が初収録。

CBS/SONY RECORDS
1. TOKIKO—愛さずにはいられない（1988年9月1日）
2. エロティシ 〜謎〜（1989年10月8日）
3. ファシネイション (FASCINATION)（1991年9月26日）
  - 25周年記念3ヶ月連続リリース第1弾。
4. Cypango（シパンゴ）（1991年10月25日）
  - 25周年記念3ヶ月連続リリース第2弾。全曲をフランス語で制作し、同国でも発売。
5. TOKIKO SONGS（1991年11月21日）
  - 25周年記念3ヶ月連続リリース第3弾。これまでの代表曲を全てリファインした。

Sony Recoeds
1. さくらんぼの実る頃（1992年9月21日）
2. モンスーン 〜祈りの歌を呼び戻す〜（1993年11月21日）
3. 花（1995年2月22日）
  - 30周年記念盤。フランスで制作、同国でも発売された。
4. 晴れ上がる空のように（1996年11月21日）
5. TOKIKO ROMANCE 〜百万本のバラ〜 さよなら私の愛した20世紀たち Vol.1（1997年6月21日）
  - 10枚に渡るアルバムシリーズ「さよなら私の愛した20世紀たち」の第1弾。
6. TOKIKO CRY 〜美しい昔〜 さよなら私の愛した20世紀たち Vol.2（1997年11月21日）
7. TOKIKO DANCE 〜踊れ時を忘れて〜 さよなら私の愛した20世紀たち Vol.3（1998年5月21日）

Tokiko Records
1. TOKIKO Ballads 1 〜バラ色のハンカチ〜 さよなら私の愛した20世紀たち Vol.4（1998年12月2日）
2. TOKIKO Ballads 2 〜まっすぐ見つめたい〜 さよなら私の愛した20世紀たち Vol.5 （同上）
3. TOKIKO L'amour 1 〜愛の讃歌〜 さよなら私の愛した20世紀たち Vol.6（1999年4月21日）
4. TOKIKO L'amour 2 〜Songs For You 愛の歌を〜 さよなら私の愛した20世紀たち Vol.7（同上）
5. TOKIKO Jurney 〜Born on the Earth〜 さよなら私の愛した20世紀たち Vol.8（1999年10月1日）
6. TOKIKO Poesie 〜春待草〜 さよなら私の愛した20世紀たち Vol.9（2000年4月2日）
7. TOKIKO　SKY 〜蒼空〜 さよなら私の愛した20世紀たち Vol.10（2000年8月2日 南アフリカ共和国のヨハネスブルグで現地ミュージシャンが参加しレコーディング。）
8. 〜人生の始まりと終わり〜「ひばりとピアフ」（2017年5月28日）

ユニバーサルミュージック
1. MY BEST SONGS 〜TOKIKO Today〜（2001年11月1日）
  - 前作の演奏陣がポリドール時代の代表曲を演奏する形でリメイクしたベスト盤。
2. 花筐（2002年10月3日）
3. 沖縄情歌（2003年5月28日）
4. 青い月のバラード Sound History（2004年5月26日）
5. 今があしたと出逢うとき（2004年11月6日）
6. どこにいても私（2005年4月6日）
  - 40周年記念6枚組ボックス・ベストアルバム
7. 登紀子情歌 〜LOVE SONGS〜（2005年5月18日）
8. プライムセレクション（2006年1月18日）
9. シャントゥーズ TOKIKO ～仏蘭西情歌～（2006年5月10日）
10. シャントゥーズ 2 〜野ばらの夢〜（2007年5月9日）
11. Essential Best（2007年8月22日）
12. SONGS ～うたが街に流れていた～（2008年5月27日）
13. ほろよい物語 加藤登紀子オリジナル曲集 1968-2008（2008年10月29日）
14. 薔薇と恋のうた 〜シャントゥーズTOKIKOコレクション WITH 島健〜（2009年4月22日）
15. iTunes Originals（2010年4月21日）
  - iTunesダウンロード形式のみで発売されるベストアルバム。
16. 命結〜ぬちゆい（2011年9月28日）
17. ふくしま・うた語り（2012年6月6日）
  - 「加藤登紀子、鎌田實」名義。
18. 風歌 Kazeuta（2012年11月21日）
19. 登紀子 愛歌 Aiuta（2013年12月4日）
20. 百歌百会 Hyakka Hyakue（2015年11月18日）
21. 超録 加藤登紀子ほろ酔いコンサート 20世紀編（2017年11月15日）

### ベスト・アルバム
1. 加藤登紀子ダブルデラックスアルバム（1970年12月）
2. 豪華決定版愛のくらし（1971年10月）
3. 歌に生命を（1971年）3枚組。楽譜つき。
4. パーフェクト24（1978年11月）
5. BEST SELECTION（1979年12月）
6. 加藤登紀子/Best14（1980年2月）
7. 百万本のバラ（1988年3月）
8. 加藤登紀子 全曲集 〜 百万本のバラ（1996年9月）
9. 加藤登紀子 全曲集（1999年9月）
10. MY BEST ALBUM -TOKIKO TODAY-（2001年11月）
11. GOLDEN☆BEST 加藤登紀子 シングルス（2003年11月）
12. 終わりなき歌 加藤登紀子半世紀BEST 50th ANNIVERSARY（2014年）
13. 花物語（2021年9月）
14. for peace 新録15曲を含む全35曲、2枚組作品（2025年5月21日）

### ライブ・アルバム
1. 加藤登紀子リサイタル（1970年10月1日）
2. リサイタル'71.3.30（1971年7月1日）
3. 加藤登紀子'72（1972年6月25日）
4. 真夏の夜のコンサート（1972年11月21日）
5. 加藤登紀子ライヴ'73（1973年11月21日）
6. 祭り（1974年7月10日）
7. 加藤登紀子・長谷川きよしライブ（1978年6月1日）
8. ほろ酔いコンサート・ライブ（1980年3月1日）
9. ハルピンの夏 〜中国コンサート・ライブ〜（1981年9月21日、2013年7月3日にSHM-CDで再発）
10. TOKIKO Best Live 〜酔夢〜（1985年3月1日）
11. カルメン・カルメン 〜芝居仕立ての音楽会 3〜（1986年7月1日）
12. 私は私 〜サムシングスペシャル・シャンソン編〜（1986年9月25日）
13. Live at カーネギー・ホール N.Y.（1991年3月21日）

### ビデオ・DVD
1. 加藤登紀子LIVE IN THE SUN -花咲く頃に-（1995年）
2. 加藤登紀子デビュー40周年記念コンサートDVD-Nowisthetime-（日本音声保存）（2005年）
3. 加藤登紀子の半世紀 -その胸の火を絶やさずに（2014年10月14日）
4. 加藤登紀子50周年記念百万本のバラコンサートwithラトビア・リエパーヤ交響楽団（2015年11月15日）

### 提供曲
- 1974年 「土耳古行進曲」（トルコ行進曲）：小沢昭一
- 1975年 「黄昏のなかで」：沢田研二
- 1975年 「流転」：沢田研二
- 1976年 「ひとり立ち」：勝野洋
- 1976年 「パパが好き」：いのうえみどり、コロムビアゆりかご会（作詞：作曲）、「空のうた」：いのうえみどり（作詞：作曲）- 日本テレビ「ロンパールーム」より。
- 1978年 「パパが好き」：やまみどり、コロムビアゆりかご会（作詞：作曲）[48]
- 1987年 「わが人生に悔いなし」：石原裕次郎（作詞：なかにし礼）
- 1987年 「難破船」：中森明菜 - 厳密には中森がカバーした形でリリース。
- 1988年 「今あなたにうたいたい」：和田アキ子
- 1988年 「天国のかけら」：北原ミレイ（作詞：荒木とよひさ）
- 2012年 「青いこいのぼりと白いカーネーション」：うつみ宮土理（作詞作曲：加藤登紀子）
- 2016年 「想秋ノート」：手嶌葵（作詞作曲：加藤登紀子）
- 2016年 「白い街と青いコート」：手嶌葵（作詞作曲：加藤登紀子）
- 2016年 「百年の恋歌」：森昌子（作詞作曲：加藤登紀子）
- 2022年 「残雪」：石川さゆり（作詞作曲：加藤登紀子）
- 2022年 「きみはもうひとりじゃない」：Hana Hope （作詞：加藤登紀子／作曲：江崎文武）

### 校歌
- 大阪府立大塚高等学校校歌（作曲・編詞）
- 佐賀県立神埼清明高等学校校歌（作曲・作詞）
- 長浜バイオ大学校歌
- 千葉県立銚子高等学校校歌（作曲・作詞）
- 東松島市立鳴瀬未来中学校校歌（作曲・作詞）[49]

### タイアップ曲
| 年     | 楽曲                 | タイアップ                                                         |
| ------ | -------------------- | ------------------------------------------------------------------ |
| 1968年 | チャンスは今だ       | TBS系テレビドラマ「お多江さん」主題歌                              |
| 1968年 | 積木の箱             | テレビ朝日系テレビドラマ「積木の箱」主題歌                         |
| 1972年 | 風の舟唄             | 松竹映画「故郷」主題歌                                             |
| 1974年 | かもめ挽歌           | フジテレビ系テレビドラマ「6羽のかもめ」主題歌                      |
| 1977年 | 水のように           | 日本テレビ系テレビドラマ「秋日記」主題歌                           |
| 1978年 | この空を飛べたら     | フジテレビ系テレビドラマ「球形の荒野」主題歌                       |
| 1980年 | 止まらない汽車       | にっかつ映画「元祖大四畳半大物語」主題歌                           |
| 1981年 | Out of Border        | TBS系テレビドラマ「うわさの淑女」主題歌                            |
| 1984年 | ない・もの・ねだり   | サントリー「リザーブ」CMソング                                     |
| 1986年 | 海辺の旅             | 松竹映画「新・喜びも悲しみも幾歳月」主題歌                         |
| 1986年 | 陽ざしの中で         | AGF「マキシムレギュラーコーヒー」CMソング                          |
| 1986年 | 北の便りを           | ハウス食品「うまいっしょ」CMソング                                 |
| 1988年 | 愛さずにはいられない | 日本テレビ系テレビドラマ「春の砂漠」主題歌                         |
| 1988年 | 漂泊の海へ           | 日本テレビ系テレビドラマ「花らんまん」主題歌                       |
| 1992年 | バラ色のハンカチ     | 資生堂「トリートメント・カラーリンス」CMソング                     |
| 1992年 | さくらんぼの実る頃   | アニメ映画「紅の豚」主題歌                                         |
| 1992年 | 時には昔の話を       | アニメ映画「紅の豚」エンディングテーマ                             |
| 1992年 | 早春賦               | 郵便貯金「冬の花火」CMソング                                       |
| 1993年 | 川は流れる           | TBS系報道番組「筑紫哲也 NEWS23」エンディングテーマ                 |
| 1994年 | 愛がとどかない       | 日本テレビ系テレビドラマ「麻酔」主題歌                             |
| 1994年 | 残照                 | 映画『新極道の妻たち 惚れたら地獄』主題歌                          |
| 1995年 | 人・生・不・思・議   | テレビ東京系情報番組「徳光和夫の情報スピリッツ」エンディングテーマ |
| 1995年 | まっすぐ見つめたい   | サントリー「レゼルブ&マドンナ」CMソング                            |
| 2001年 | Paikaji-南風-        | NHKの音楽番組「みんなのうた」挿入歌                                |
| 2005年 | 絆 ki・zu・na        | テレビ東京系テレビドラマ「国盗り物語」主題歌                       |
| 2025年 | サルダーナ           | TBS系情報番組「ひるおび」5月度エンディングテーマ                   |

## 出演

### テレビドラマ
- お多江さん（1968年、朝日放送制作・TBS）- 町田昌子 役
- 土曜グランド劇場 / 秋日記（1977年、日本テレビ）
  - 第10話
  - 第11話
- コカコーラスペシャル / 女ともだち —誰のものでもない私の人生—（1982年3月29日、TBS）
- コカコーラスペシャル / 風にむかってマイウェイ（1984年11月12日、TBS）
- 金曜ドラマ / 深夜にようこそ（1986年、TBS）- 篤子 役 ※特別出演
  - 第3回
  - 第4回（最終回）
- 男と女のミステリー / 安川刑事の事件簿 少女あみの反乱（1989年、フジテレビ）
- ドラマ新銀河 / ワイン殺人事件25歳の夏（1995年、NHK総合）
- ドラマ30 / 家族善哉（2006年、毎日放送）
- 豆腐プロレス（2017年）- ナレーション
- 名建築で昼食を スペシャル 横浜編（2021年）- 宇野依子 役
- 水平線のうた（2025年、NHK総合・NHK BSプレミアム4K）- 菊池敏子 役[50]

### 映画
- 居酒屋兆治（1983年）- 兆治の妻・茂子 役
- ハチ公物語（1987年）- たみ子 役
- 花の季節（1990年）
- 紅の豚（1992年）- マダム・ジーナ 役[51]
- OPEN HOUSE（1998年）- トキコ 役
- 折り梅（2002年）- 中野先生 役
- 月のあかり（2002年）- 月子 役
- 木曜組曲（2002年）- 綾部えい子 役
- ありがとう（2006年）※タイトルロゴを揮毫
- 書くことの重さ 作家 佐藤泰志（2013年）
- ああ栄光は君に輝く（2018年）[52] - 歌
- 時には昔の話を/森山周一郎 声優と呼ばれた俳優（2022年）[53]

### NHK紅白歌合戦出場歴
※NHK総合・ラジオ第1
| 年度/放送回               | 回 | 曲目              | 出演順 | 対戦相手           |
| ------------------------- | -- | ----------------- | ------ | ------------------ |
| 1971年（昭和46年）/第22回 | 初 | 知床旅情          | 06/25  | デューク・エイセス |
| 1989年（平成元年）/第40回 | 2  | 百万本のバラ      | 06/20  | 伊藤多喜雄         |
| 1990年（平成2年）/第41回  | 3  | 知床旅情（2回目） | 18/29  | チョー・ヨンピル   |

注意点
- 曲名の後の（○回目）は紅白で披露された回数を表す。
- 出演順は「出演順/出場者数」で表す。

### NHKみんなのうた出場歴
▲はラジオのみの放送。
| 初放送                      | 曲目                           | 再放送 |
| --------------------------- | ------------------------------ | --- |
| 1970年（昭和45年）8月 - 9月 | つり橋                         | 2017年（平成29年）12月 - 2018年（平成30年）1月▲                                                                                         |
| 1982年（昭和57年）4月 - 5月 | かんかんからす                 | （詳細） |
| 1984年（昭和59年）6月 - 7月 | ペルシャの子守歌〜わたしの花〜 | 1985年（昭和60年）6月 - 7月 1987年（昭和62年）4月 - 5月 2024年（令和6年）4月 - 5月▲                                                     |
| 2001年（平成13年）6月 - 7月 | Paikaji ～南風～               | 2002年（平成14年）6月 - 7月▲ 2005年（平成17年）6月 - 7月▲ 2011年（平成23年）6月 - 7月▲ 2018年（平成30年）6月 - 7月 2021年（令和3年）8月 |

### その他の番組
- 「四国八十八か所」（1998年 - 2000年、NHK総合）- ナレーション
- 「ウィークエンドモーニングショー」（毎日放送）- 八木治郎と共に司会を行う
- 「報道スペシャル 国鉄 最後の夜」TBSテレビ系列全国ネット - 書き下ろしの曲を披露する。
- 「後藤新平がいない日本 レールの先に描いた幻の国家構想」（2022年3月26日、BSフジ）- 進行[55]

### ラジオ
- 「nepia GENKI! 君が生まれたあの日」（2010年10月 -、TOKYO FM、FM大阪）
- 「登紀子とYaeの地球に乾杯!」[注 24]（2008年4月 - 放送中 ラジオ関西、2008年10月 - 放送中 ラジオ日本）※yaeもパーソナリティで登場
- 「加藤登紀子の大関ほろよい倶楽部」（FM大阪）※バッファロー吾郎・木村がアシスタントを務める
- 「ラジオ深夜便・ミッドナイトトーク」（NHKラジオ第1・FM、偶数月第1木曜日担当）
- 「未来への手紙プロジェクト～生まれてくる君へ」（ミュージックバード）

### ドキュメンタリー
- 「人間ビジョンスペシャル 日本最北 愛しき野生たち〜利尻・礼文・サロベツの四季」（2002年2月3日、北海道テレビ放送制作・テレビ朝日系全国ネット）- ナレーション・音楽
- 「きらり！えん旅～加藤登紀子 岩手・遠野市へ～」（2011年10月27日、NHK BSプレミアム）
- 「"百万本のバラ"はどこから そして どこへ ～加藤登紀子 ジョージアへの旅～」（2024年2月17日18:00～19:30、NHK BSプレミアム4K / 同年2月23日8:00～9:30、NHK BS）
- 「百万本のバラ物語 TOKIKO KATO ～歌は国を越えて心をつなぐ～」（2024年2月17日19:30～21:00、NHK BSプレミアム4K / 同年3月8日22:40～翌0:10、NHK BS）

### YouTube番組「登紀子の『土の日』」ライブ
（「土」の字の成り立ちに伴い、毎月11日に配信されている）
| #      | 配信日                    | タイトル | ゲスト                                     | 動画 |
| ------ | ------------------------- | --- | ------------------------------------------ | --- |
| Vol.1  | 2020年 9月11日            | 「もう一つの9・11」                                                                                                | 宮沢和史                                   | 登紀子の「土の日」ライブ Vol.1 - YouTube                                                                                     |
| Vol.2  | 2020年10月11日            | 「藤本敏夫」 | Yae                                        | 登紀子の「土の日」ライブ Vol.2 - YouTube                                                                                     |
| Vol.3  | 2020年11月11日            | 「紅の豚の時代を語る」                                                                                             | ヤマザキマリ                               | 登紀子の『土の日』ライブVol.3 「紅の豚」の時代を語る - YouTube                                                               |
| Vol.4  | 2020年12月11日            | 「ジョン・レノン没後40年、ジョンと生きた時代を語る」                                                               | テリー伊藤                                 | 登紀子の「土の日」ライブVol.4「ジョン・レノン没後40年、ジョンと生きた時代を語る」 - YouTube                                  |
| Vol.5  | 2021年1月11日             | 「美しき20歳」 | 鬼武みゆき                                 | 登紀子の「土の日」ライブVol.5「美しき20歳」 - YouTube                                                                        |
| Vol.6  | 2021年2月11日             | 「東日本大震災10年」                                                                                               | 冨田きよむ                                 | 登紀子の「土の日」ライブ Vol.6「東日本大震災10年」 - YouTube                                                                 |
| Vol.7  | 2021年3月11日             | 「登紀子ひとり語り」                                                                                               |                                            | 登紀子の「土の日」ライブ Vol.7「登紀子ひとり語り」 - YouTube                                                                 |
| Vol.8  | 2021年4月11日             | 「河島英五 没後20年」                                                                                              | 笑福亭鶴瓶                                 | 登紀子の「土の日」ライブVol.8「河島英五さん没後20年」 - YouTube                                                              |
| Vol.9  | 2021年5月11日             | 「アカペラ的な生き方」                                                                                             | 村上てつや（ゴスペラーズ）                 | 登紀子の「土の日」ライブVol.9「アカペラ的な生き方」 - YouTube                                                                |
| Vol.10 | 2021年6月11日             | 「なんと歌手デビュー!?」                                                                                           | 渡辺えり                                   | 登紀子の「土の日」ライブVol.10 「なんと歌手デビュー⁉︎」 - YouTube                                                             |
| Vol.11 | 2021年7月11日             | 「二人合わせて歌手111年!!」                                                                                        | 森山良子                                   | 登紀子の「土の日」ライブVol.11 「歌手生活二人合わせて111年」 - YouTube                                                       |
| Vol.12 | 2021年8月11日             | 「8・11から見えること」                                                                                            | 小林エリカ                                 | 登紀子の「土の日」ライブVol.12 「8・11から見えること」 - YouTube                                                             |
| Vol.13 | 2021年9月11日             | 「9.11から20年」                                                                                                   | パックン ネルソン・バビンコイ              | 登紀子の「土の日」ライブVol.13「9.11から20年」 - YouTube                                                                     |
| Vol.14 | 2021年10月11日            | 「鴨川に登紀子のギャラリーオープン」                                                                               | 林良樹                                     | 登紀子の「土の日」ライブVol.14「鴨川に登紀子のギャラリーオープン」 - YouTube                                                 |
| Vol.15 | 2021年11月11日            | 「ジブリで出逢ったふたり」                                                                                         | 手嶌葵                                     | 登紀子の「土の日」ライブVol.15「ジブリで出逢ったふたり」 - YouTube                                                           |
| Vol.16 | 2021年12月11日            | 「縁は異なもの、出会いに乾杯！」                                                                                   | コシノジュンコ 川島ケイジ                  | 登紀子の「土の日」ライブVol.16「縁は異なもの、出会いに乾杯！」 - YouTube                                                     |
| Vol.17 | 2022年1月11日             | 「愛だよね、愛」                                                                                                   | 大竹しのぶ                                 | 登紀子の「土の日」ライブVol.17「愛だよね、愛」 - YouTube                                                                     |
| Vol.18 | 2022年2月11日             | 「未来をデザインする」                                                                                             | 隈研吾                                     | 登紀子の「土の日」ライブVol.18「未来をデザインする」 - YouTube                                                               |
| Vol.19 | 2022年3月11日             | 「11年目の3.11、福島に愛と光を」                                                                                   | 小高山同慶寺 田中徳雲住職 鬼武みゆき       | 登紀子の「土の日」ライブ Vol.19『11年目の3.11、福島に愛と光を』 - YouTube                                                    |
| Vol.20 | 2022年4月11日             | 「新曲「残雪」を語ろう」                                                                                           | 石川さゆり                                 | 登紀子の「土の日」ライブ Vol.20『新曲「残雪」を語ろう』 - YouTube                                                            |
| Vol.21 | 2022年5月11日             | 「ウクライナに愛を」                                                                                               | 鎌田實ウクライナの歌手、ナターシャ・グジー | 登紀子の「土の日」ライブVol.21「ウクライナに愛を」 - YouTube                                                                 |
| Vol.22 | 2022年6月11日             | 「歌にできること」                                                                                                 | 武田鉄矢                                   | 登紀子の「土の日」ライブVol.22「歌にできること」 - YouTube                                                                   |
| Vol.23 | 2022年7月11日             | 「やっとネタになった加藤登紀子」                                                                                   | 清水ミチコ                                 | 登紀子の「土の日」ライブVol.23「やっとネタになった加藤登紀子」 - YouTube                                                     |
| Vol.24 | 2022年8月11日             | 「沖縄の縁結び」                                                                                                   | キヨサク (MONGOL800 / UKULELE GYPSY)       | 登紀子の「土の日」ライブVol.24「沖縄の縁結び」 - YouTube                                                                     |
| Vol.25 | 2022年9月11日             | 「どこへ向かっていくのか？」                                                                                       | 斎藤幸平                                   | 登紀子の「土の日」ライブvol.25「どこへ向かっていくのか？」 - YouTube                                                         |
| Vol.26 | 2022年10月11日            | 「ありがとう大関さん」                                                                                             | Yae 越田太郎丸                             | 登紀子の「土の日」ライブVol.26「ありがとう大関さん」 - YouTube                                                               |
| Vol.27 | 2022年11月11日            | 「きみはもうひとりじゃない」                                                                                       | 江﨑文武、Hana Hope                        | 登紀子の「土の日」ライブVol.27「きみはもうひとりじゃない」 - YouTube                                                         |
| Vol.28 | 2022年12月11日            | 「驚きの出逢い!!」                                                                                                 | タブレット純                               | 登紀子の「土の日」ライブVol.28「驚きの出逢い!!」 - YouTube                                                                   |
| Vol.29 | 2023年1月11日             | 「新年を祝うー熟年に乾杯!」                                                                                        | 小林幸子                                   | 登紀子の「土の日」ライブVol.29「新年を祝うー熟年に乾杯!」 - YouTube                                                          |
| Vol.30 | 2023年2月11日             | 「百万本のバラを語る」                                                                                             | 山田五郎                                   | 登紀子の「土の日」ライブVol.30「百万本のバラを語る」 - YouTube                                                               |
| Vol.31 | 2023年3月11日             | 「3.11」 | TOSHI-LOW                                  | 登紀子の「土の日」ライブVol.31「3.11」 - YouTube                                                                             |
| Vol.32 | 2023年4月11日             | 「時代のカナリア」                                                                                                 | 湯川れい子                                 | 登紀子の「土の日」ライブVol.32「時代のカナリア」 - YouTube                                                                   |
| 番外編 | 2023年5月8日              | 緊急生配信！【番外編】登紀子の「土の日」ライブ「認定NPO法人ロシナンテス理事長・川原尚行さんにスーダンの今を聞く!」 | 認定NPO法人ロシナンテス理事長 川原尚行     | 緊急生配信！【番外編】登紀子の「土の日」ライブ「認定NPO法人ロシナンテス理事長・川原尚行さんにスーダンの今を聞く!」 - YouTube |
| Vol.33 | 2023年5月11日             | 「時には父の話を」                                                                                                 | 佐藤優                                     | 登紀子の「土の日」ライブVol.33「時には父の話を」 - YouTube                                                                   |
| Vol.34 | 2023年6月11日             | 「びわ湖音楽祭だ!!」                                                                                               | ダイアン津田                               | 登紀子の「土の日」ライブVol.34「びわ湖音楽祭だ!!」 - YouTube                                                                 |
| Vol.35 | 2023年7月11日             | 「ピーターとの不思議な縁」                                                                                         | 池畑慎之介（ピーター）                     | 登紀子の「土の日」ライブVol.35「私とピーターの不思議な縁」 - YouTube                                                         |
| Vol.36 | 2023年8月11日             | 「心に染みる歌を！」                                                                                               | 大江裕                                     | 登紀子の「土の日」ライブVol.36「心に染みる歌を！」 - YouTube                                                                 |
| Vol.37 | 2023年9月11日             | 「蛙の子は蛙？」                                                                                                   | 坂本美雨                                   | 登紀子の「土の日」ライブVol.37「蛙の子は蛙？」 - YouTube                                                                     |
| Vol.38 | 2023年10月11日            | 「どうするタブレット純」                                                                                           | タブレット純 （2回目出演）                 | 登紀子の「土の日」ライブVol.38「どうするタブレット純」 - YouTube                                                             |
| Vol.39 | 2023年11月11日 ベースの日 | 「音楽に故郷がある」                                                                                               | 亀田誠治                                   | 登紀子の「土の日」ライブVol.39「音楽に故郷がある」 - YouTube                                                                 |
| Vol.40 | 2023年12月11日            | 「最後のラブレター」                                                                                               | 平野レミ                                   | 登紀子の「土の日」ライブVol.40「最後のラブレター」 - YouTube                                                                 |
| Vol.41 | 2024年1月11日             | 「平和について」                                                                                                   | ロバート・キャンベル                       | 登紀子の「土の日」ライブVol.41『「平和」について』 - YouTube                                                                 |
| Vol.42 | 2024年2月11日             | 「カムイのうた」                                                                                                   | 菅原浩志                                   | 登紀子の「土の日」ライブVol.42「カムイのうた」 - YouTube                                                                     |
| Vol.43 | 2024年3月11日             | 「名付けようのない踊り」                                                                                           | 田中泯                                     | 登紀子の「土の日」ライブVol.43「名付けようのない踊り」 - YouTube                                                             |
| Vol.44 | 2024年4月11日             | 「SUPER BEAVER」                                                                                                   | 渋谷龍太                                   | 登紀子の「土の日」ライブVol.44「SUPER BEAVER」 - YouTube                                                                     |
| vol.45 | 2024年5月11日             | 「百万本のバラの国から来た大使」                                                                                   | ティムラズ・レジャバ                       | 登紀子の「土の日」ライブVol.45「百万本のバラの国から来た大使」 - YouTube                                                     |
| Vol.46 | 2024年6月11日             | 「歌姫降臨」 | 坂本冬美                                   | 登紀子の「土の日」ライブVol.46「歌姫降臨」 - YouTube                                                                         |
| Vol.47 | 2024年7月11日             | 「超女優論」 | 原田美枝子                                 | 登紀子の「土の日」ライブVol.47「超女優論」 - YouTube                                                                         |
| Vol.48 | 2024年8月11日             | 「超女優論Ⅱ」 | 渡辺えり （2回目出演）                     | 登紀子の「土の日」ライブVol.48「超女優論Ⅱ」 - YouTube                                                                        |
| Vol.49 | 2024年9月11日             | 「旅する歌人」 | 宮沢和史                                   | 登紀子の「土の日」ライブVol.49「旅する歌人」 - YouTube                                                                       |
| Vol.50 | 2024年10月11日            | 「歌いつづけて」                                                                                                   | 南こうせつ                                 | 登紀子の「土の日」ライブVol.50「歌いつづけて」 - YouTube                                                                     |
| Vol.51 | 2024年11月11日            | 「やんちゃ人生」                                                                                                   | 松崎しげる                                 | 登紀子の「土の日」ライブVol.51「やんちゃ人生」 - YouTube                                                                     |
| Vol.52 | 2024年12月11日            | 「おシンクロ」 | 五条院凌                                   | 登紀子の「土の日」ライブVol.52「おシンクロ」 - YouTube                                                                       |
| Vol.53 | 2025年1月11日             | 「人生４幕の物語」                                                                                                 | デヴィ・スカルノ                           | 登紀子の「土の日」ライブVol.53「人生４幕の物語」 - YouTube                                                                   |
| Vol.54 | 2025年2月11日             | 「魔女の系譜」 | 友近                                       | 登紀子の「土の日」ライブVol.54「魔女の系譜」 - YouTube                                                                       |
| Vol.55 | 2025年3月11日             | 「登紀子のトリセツ」                                                                                               | 黒川伊保子                                 | 登紀子の「土の日」ライブVol.55「登紀子のトリセツ」                                                                           |
| Vol.56 | 2025年4月11日             | 「昭和を語る」 | 武田鉄矢                                   | 登紀子の「土の日」ライブVol.56「昭和を語る」                                                                                 |
| Vol.57 | 2025年5月11日             | 「母を語る」 | 寺島実郎                                   | 登紀子の「土の日」ライブVol.57「母を語る」                                                                                   |
| Vol.58 | 2025年6月11日             | 「女優 吉岡里帆」                                                                                                  | 吉岡里帆                                   | 登紀子の「土の日」ライブVol.58「女優 吉岡里帆」                                                                              |
| Vol.59 | 2025年7月11日             | 「ミッツとの親ミッツ（密）な話」                                                                                   | ミッツ・マングローブ                       | 登紀子の「土の日」ライブVol.59「ミッツとの親ミッツな話」                                                                     |

## 著書
- 『ろばと砂漠と死者たちの国』文化出版局 1972、のち角川文庫
- 『壊された大地の上に』合同出版 1972、のち角川文庫
- 『死人たちの祈り』角川書店 1975
- 『旅人たち』潮出版社 1980.5、のち講談社文庫
- 『止まらない汽車』文化出版局 1980.7、のち新潮文庫
- 『加藤登紀子この瞬間を愛せよ』新潮文庫、1982.9
- 『ほろ酔い行進曲』講談社 1984.4、のち文庫
- 『加藤登紀子の悪男悪女列伝』潮文庫 1985.7
- 『ほろ酔い行進曲 結婚編』講談社 1985.9
- 『ほろ酔い行進曲 放浪編』講談社 1986.11
- 『日本語の響きで歌いたい』日本放送出版協会（NHKブックス）1990.9
- 『愛する人へ 自選詩集』サンリオ 1990.10
- 『時には昔の話を』宮崎駿共著 徳間書店 1992.8
- 『わんから 即自独楽』中央法規出版 1994.1
- 『男と女の一心不乱 対談/』森繁久彌、加藤唐九郎 風媒社 1997.9
- 『加藤登紀子の男模様』三省堂 1999.6
- 『青い月のバラード - 獄中結婚から永訣まで』小学館 2003.4、のち文庫

舞台化され、2010年10月に俳優座劇場にて同題名にて上演。加藤の役は沢田亜矢子が演じる。
- 『ひとりぼっちはひとりじゃない 一書一夢』平凡社（深夜倶楽部）2003.3
- 『絆』藤本敏夫共著 藤原書店 2005.3
- 『土にいのちの花咲かそ』サンマーク出版 2008.1
- 『登紀子1968を語る』情況出版 2009年12月、ISBN 978-4915252730
- 『君が生まれたあの日』廣済堂出版 2013.2
- 『愛の讃歌 エディット・ピアフの生きた時代』発行：東京ニュース通信社、発売：徳間書店 2016.6.21
- 『TOKIKO’S HISTORY-Since1943 運命の歌のジグソーパズル』朝日新聞出版 2018.4.20
- 『にっぽん漂流 すっぴんお登紀の旅100 話！』アルファーベータブックス 2018.11.2
- 『自然を生きる、自分を生きる』河出書房新社 2019.2.7
- 『自分からの人生』大和書房 2019.3.1
- 『登紀子自伝〜人生四幕目への前奏曲』2020.11.29
- 『哲さんの声が聞こえる〜中村医師が見たアフガンの光』合同出版 2021.8.2
- 『百万本のバラ物語』光文社 2022.12.21
- 『加藤登紀子詩集 美しき20歳』2023.12.19
- 『「さ・か・さ」の学校 』（単行本）時事通信出版局 2024.11.14
- 『トコちゃん物語　いつも空があった』（加藤登紀子自伝　誕生・青春編）合同出版 2025.4.2

## 翻訳
- エリック・バテュ『大きな空の木』フレーベル館 2003年11月